# Julius Caesar (2002)
Julius Caesar ist ein zweiteiliger Fernsehfilm aus dem Jahr 2002. Er erzählt das Leben des römischen Politikers und Feldherrn Julius Caesar von 82 v. Chr. bis zu seinem Tod 44 v. Chr.

## Handlung
Im Jahre 82 v. Chr. wird der junge Julius Caesar in Rom von Sulla, dem Diktator, verhaftet. Auf Bitten seiner Mutter Aurelia hin kommt er aus dem Gefängnis frei, muss aber anschließend wegen einer erneuten Verfolgung fliehen. Pompeius, der Schwiegersohn und Anhänger Sullas, ist ihm bei der Flucht behilflich. Auf dem Weg zu Nikomedes IV. nach Bithynien gerät Caesar bei Kreta in Gefangenschaft von Piraten, kann aber durch hohes Lösegeld wieder befreit werden.
In Rom stirbt unterdessen Sulla, woraufhin Caesar zurückkehren darf. Er bringt aus Bithynien den Sklaven Apollonius als Lehrer für seine Tochter Julia mit. Caesar beginnt mit Hilfe des Pompeius Freunde und Gönner zu gewinnen, um sich so Beliebtheit im Volk und Macht unter den Patriziern zu sichern. Caesars Frau Cornelia, die bereits während seiner Abwesenheit schwer erkrankt ist, stirbt. Er hält eine öffentliche Grabrede, in der er dem Volk zusagt, für ein besseres Rom einzutreten.
Als Piraten Roms Getreidezufuhr blockieren, überzeugt Caesar den Senat, den amtierenden Konsul Pompeius mit der Lösung des Problems zu betrauen. Er revanchiert sich damit für die Hilfe, die er selbst einst durch Pompeius erhielt.
Einige Jahre später kehrt Pompeius siegreich zurück. Es war ihm gelungen, sowohl die Piraten zu besiegen als auch aufständische Sklaven niederzuschlagen, unter denen sich auch Apollonios befand. Caesar ist inzwischen selbst Konsul. Iulia und ihre Freunde Portia und Marcus, die beide Kinder des Cato sind, sowie Brutus sind herangewachsen. Bei dem Triumph hat Caesar einen epileptischen Anfall. Calpurnia, die Tochter des römischen Senators Piso und seine Mutter kommen ihm zu Hilfe. Auf den Feierlichkeiten lernen sich Calpurnia und Caesar, der sich an die vorige Begegnung nicht erinnert, kennen; auch Pompeius und Julia kommen einander näher.
Caesar und Pompeius gehen ein Bündnis miteinander ein, welches Caesar den Befehl über Gallien sowie ein großes Heer und Pompeius die Hochzeit mit Caesars Tochter Iulia einbringt. Auch Caesar und Calpurnia heiraten.
In großen Feldzügen erobert Caesar nach und nach Gallien. Er trifft auf Vercingetorix, der sich so tapfer schlägt, dass Caesar ihm die Freiheit schenkt. Dieser versammelt daraufhin ein großes gallisches Heer um sich und stellt sich gegen Caesars Heer. Caesar beginnt deshalb mit dem Bau eines doppelten Belagerungsring um Alesia, der die Gallier um Vercingetorix einschließt, und zusätzlich die anrückende gallische Verstärkung draußen hält. Nach einer langen Belagerungszeit schickt Vercingetorix aus Nahrungsknappheit alle Frauen und Kinder aus der Stadt, damit Caesar diese versorge. Der erbarmt sich ihrer jedoch nicht, da auch die Nahrungsvorräte der Römer bereits knapp geworden waren, so dass die um Hilfe Bittenden vor den Augen der Römer und Gallier verhungern.
Bald darauf rückt das zweite gallische Heer von außen heran und es kommt zu einer Schlacht, bei der die Gallier versuchen, die beiden Heere miteinander zu verbinden, und die Römer, ebendies zu verhindern. Die Römer gehen siegreich aus der Schlacht hervor, Vercingetorix ergibt sich Caesar und erreicht die Freiheit für sein Volk. Caesar erreicht eine Botschaft Calpurnias, dass Iulia im Wochenbett gestorben ist. Weiterhin erfährt er, dass Pompeius, der sich inzwischen mit Cato verbündet hat, plant, Caesar noch vor der Ankunft in Rom anzugreifen. Er überschreitet daraufhin mit seinem Heer den Grenzfluss Rubikon, was einer Kriegserklärung an Rom gleichkommt, und zieht in Rom ein, welches inzwischen von seinen Gegnern verlassen wurde. Das Volk bejubelt seine Rückkehr und er wird zum „Diktator“ und „Konsul auf Lebenszeit“ ernannt.
Caesar folgt Pompeius nach Griechenland, wo er jedoch nur noch Teile dessen Heeres antrifft, die er sogleich begnadigt. Pompeius flieht inzwischen weiter nach Alexandria, wo er bei seiner Ankunft ermordet wird. Caesar erfährt erst bei seinem eigenen Eintreffen von dem Tod. Er bleibt dennoch in der Stadt, wo er eine Affäre mit der 18-jährigen Kleopatra beginnt. In Rom werden unterdessen bereits Mordpläne gegen Caesar geschmiedet.
Im Jahre 46 v. Chr. erreicht Caesars Heer Catos Festung Utica. Als der von dem Eintreffen Caesars erfährt, begeht er Selbstmord. Bei seiner Rückkehr nach Rom bringt Caesar Kleopatra, die inzwischen Königin Ägyptens geworden ist, und den gemeinsamen Sohn mit sich. Daraufhin sind Caesars Gegner, nun auch Brutus, überzeugt, dass er sich zum König krönen lassen will und sein Sohn sein Nachfolger werden soll. An den Iden des März 44 v. Chr. wird Caesar durch Dolchstiche zahlreicher Senatoren ermordet.

## Produktion
3,5 Millionen US-Dollar wurden für die detailgetreue Replik des Forum Romanum ausgegeben, insgesamt betrugen die Produktionskosten 20 Millionen US-Dollar, wodurch der Film eine der teuersten Fernsehproduktionen überhaupt wurde. Der Film wurde in Bulgarien und auf Malta gedreht. Für Richard Harris war es seine letzte Rolle, er starb kurz nach der Fertigstellung des Films. Im Abspann steht daher „In Memory of Richard Harris“.

## Kritiken
- „Hochkarätig besetzte, detailreich ausgestattete Monumentalverfilmung, die das Leben einer der schillerndsten Persönlichkeiten der Antike aufbereitet und neben der politisch-militärischen Entwicklung immer auch die persönlichen Tragödien der Protagonisten im Blickfeld behält.“ (Lexikon des internationalen Films)[2]
- „Uli Edel bringt teilweise trockene Geschichte in ein wahrlich spannendes und eindrucksvolles Umfeld.“ (Patrick Fiekers – DigitalVD.de[3])

## Deutsche Synchronfassung

Heino Ferch als Vercingetorix in Julius Caesar

| Rolle                           | Darsteller           | Synchronsprecher          |
| ------------------------------- | -------------------- | ------------------------- |
| Gaius Iulius Caesar             | Jeremy Sisto         | Sebastian Christoph Jacob |
| Lucius Cornelius Sulla Felix    | Richard Harris       | Werner Ehrlicher          |
| Marcus Porcius Cato der Jüngere | Christopher Walken   | Michael Christian         |
| Calpurnia                       | Valeria Golino       | Christin Marquitan        |
| Gnaeus Pompeius Magnus          | Christopher Noth     | Tom Vogt                  |
| Vercingetorix                   | Heino Ferch          | Heino Ferch               |
| Gaius Cassius Longinus          | Tobias Moretti       | Tobias Moretti            |
| Marcus Antonius                 | Jay Rodan            | Oliver Feld               |
| Marcus Aemilius Lepidus         | Christian Kohlund    | Christian Kohlund         |
| Apollonius                      | Christopher Ettridge | Joachim Kerzel            |

## Auszeichnungen
Emmy-Verleihung 2004: Nominierungen „Beste Maske“ und „Bester Tonschnitt“.
Eddie Awards 2004: Auszeichnung „Bester Schnitt bei einer Mini-Serie oder einem Kurzfilm“.